# Offensiva di Erzurum
L'offensiva di Erzurum o battaglia di Erzurum fu una massiccia offensiva invernale condotta dall'Esercito Imperiale Russo durante la campagna del Caucaso che portò alla conquista dell'importante città strategica di Erzurum. Le forze dell'Impero ottomano, sorprese nei quartieri invernali, subirono una serie di sconfitte che portarono ad una decisiva vittoria russa.